# Bolbocerodema kiyoyamai
Bolbocerodema kiyoyamai är en skalbaggsart som beskrevs av Shuhei Nomura 1973. Bolbocerodema kiyoyamai ingår i släktet Bolbocerodema och familjen Bolboceratidae. Inga underarter finns listade.